# Андрюшенки
Андрюшенки (мар. Андрей почиҥга) — деревня в Сернурском районе Республики Марий Эл. Входит в состав Дубниковского сельского поселения.

## География
Находится в северо-восточной части республики Марий Эл у северо-восточной окраины районного центра посёлка Сернур.

## История
Деревня возникла как починок во второй половине XIX века. В 1876 году здесь насчитывалось 2 двора и 24 человека. В 1884 году в починке Над Ключом Кипуном Сернурской волости в 7 дворах проживали 38 человек, мари. В 1927 году здесь в 8 хозяйствах проживали 35 человек, в том числе 29 мари и 6 русских, в 1930 году — 32 человека, все мари. В 1975 году здесь в 6 домах проживали 25 человек, в 1976 году — 32, в 1980—1982 годах в 6 домах насчитывалось 34 человека. В 1988 году в здесь насчитывалось 4 дома, проживали 16 человек. В 1996 году в 4 домах проживали 11 человек. В советское время работали колхозы имени Будённого и «Коммунар».

## Население
Население составляло 10 человек (мари 80 %) в 2002 году, 13 в 2010.